# Minas del Cuarto Recinto Fortificado
Las Minas del Cuarto Rrecinto Fortificado  son un conjunto de contraminas, ramales y galerías situadas debajo del Cuarto Recinto Fortificado de Melilla La Vieja de la ciudad española de Melilla.

## Historia
Fueron excavadas a lo largo del siglo XVIII para hacer frente a las minas, subterráneos que los invasores excavaban debajo de las murallas para destruirlas.
El 12 de diciembre de 2012 fueron abiertas al públicoun primer tramo de galería de minas. al que se le unió un segundo tramo el 27 de enero de 2020

### Las catacumbas de Melilla
(Fragmentos de una carta.) 

La excursión de anoche a las cuevas de Melilla fue algo muy excepcional. Trátase de una ciudad subterránea y pavorosa como una sucesión de pesadillas horribles. Se puede caminar á maravilla, sin charcos ni filtros de gotas, por este inmenso panal de piedra, agujereado lar-gamente en todos sentidos como una serie de calles terroríficas. Yo creí que esas cuevas eran sólo una ó dos vías á modo de prolongadas sepulturas; pero es una población, todo una población sin habitantes, un caótico laberinto, una metrópoli de la muerte, cincelada á pico en una mon-taña de asperón. Unos antros suben, otros bajan; por en-cima de las cabezas asoman las bocas de otras calles que se enlazan en otros pisos, unas galerías se retuercen en una contracción dramática, otras describen una línea rec.. ta. Hav sus cuerpos de guardia, como en los cuarteles, pero toscos, primitivos; salen al paso profundos pozos sin agua, á donde estratégicamente conducen caminos traicioneros, que sepulten al enemigo en caso de batalla bajo la tierra, y sobre esos pozos hay aspilleras para encañonar á los caídos y tirarles á. boca de jarro y reducirlos á polvo. A derecha é izquierda desembocan en las calles anchas otras más estrechas, callejones, encrucijadas, como una red arterial de traición y de muerte. Esos callejones lúgubres son para, en caso de invasión de esta ciudad hermética, esconderse en escondrijos es-trechísimos como madrigueras del miedo. Hay antros por donde sólo se cabe á uno en fondo, agachado y rozando á. los costados las paredes terrizas, y es imposible revolverse para salir, teniendo que hacerlo de espalda. Un avispero, un panal, cosa como ideada por un arquitecto abejorro, por un ingeniero-abeja que laborase en el corazón de la montaña, llenándola de esqueletos de pana-les gigantescos. A veces hay ventanucos, desnudos de maderas, como ojos sin párpados, y en esos ventanucos, que dan al mar y al cielo, docenas de palomas han hecho sus nidos y entran y salen en aquellos sepulcros barriéndoles el polvo con las alas y poblándolos de apasionados arrullos de amor. Las palomas no saben de tumbas ni esqueletos, y lo mismo abrochan sus picos sobre las sepulturas que eligen para sus nidos los ataúdes. Una paloma haría nido suyo en la taza de una calavera. Un olor á. humedad, como el de enterramientas removidos que hubiesen estado cerrados durante siglos, da al olfato sensación de historia amortajada. Amortajada, sí, para gloria del valor verdadero de los héroes, que no fabrican estas ciudades del miedo para esconderse. Desapareció el terror histórico que cubría los caballos de acero, que les ponía crines de metal, gualdrapas de hierro, frontales y petos, para que los montasen luchado-res vestidos de arneses, dorigas. cascos, celadas, cimeras, brazaletes, escudos, toda una carga colosal de miedo en-cima, la precaución hecha relampagueantes armaduras, el instinto de conservación plastificado en rodelas, escudos y salvaguardias de la muerte. Y como si esto fuese poco, murallas de terrible espesor, contramurallas, fosos, almenas, laberintos secretos, trampas, puertas traidoras, resortes espantosos, mundos de cobardía, hechos cristalizaciones de granito y de acero. ¡Cuántos mares glorio-sos de luz se extienden entre aquellas épocas abarrotadas de espanto y nuestros gloriosos héroes modernos! Cerca de esa montaña convertida en panal previsor, que vi anoche, está esa otra montaña del Gurugú, abarrotada de muertos que cayeron heridos bajo la luz del sol, que rodaron por tierra á los cuatro vientos de la gloria y bajo el sol de la inmortalidad. Nuestro Ejército ha sem-brado de victorias, ha empedrado de cruces valientes, ha cubierto de sepulturas de honor ese alto y glorioso Gurugú, que todo él debía ser declarado monumento nacional para excelsitud y dignidad de los hombres. Las dos montañas, una frente de otra, la montaña del honor y la montaña del terror, son símbolos de las modalidades y transformaciones del alma humana, y así como hay historias grabadas en hojas de papel, hay también las escritas por los picos subterráneos de las épocas de miedo y de sombras y las escritas por las espadas modernas que luchan bajo el testigo de la luz y que son destiladeros de relámpagos, desfile de centellas, goteamientos de sangre y de sol.

Salvador Rueda

## Descripción
Formaba un auténtico laberinto , contando con grandes salas, fosos, aspilleras, varios niveles, estando comunicada con el resto de la fortificación por medio de la Galería Real.